# Semechnický rybník
Semechnický rybník se nachází u Semechnic v okrese Rychnov nad Kněžnou v Královéhradeckém kraji. Rybník je součástí zbytku Opočenské rybniční soustavy, kterou napájí jižní větev Zlatého potoka spolu s Ještětickým potokem. Hladina rybníka leží v nadmořské výšce 283,7 m. Rozloha rybníka je 19,9 ha. Celkový objem činí 180 tis. m³.

## Využití
Rybník je využíván k chovu ryb. Důležitý je i jeho retenční význam, tedy schopnost zachycení povodňových průtoků. Během katastrofální povodně v červenci 1998 došlo k přelití hráze bez jejího většího poškození. Retenční objem Semechnického rybníka činí 100 tis. m³.

## Fotogalerie

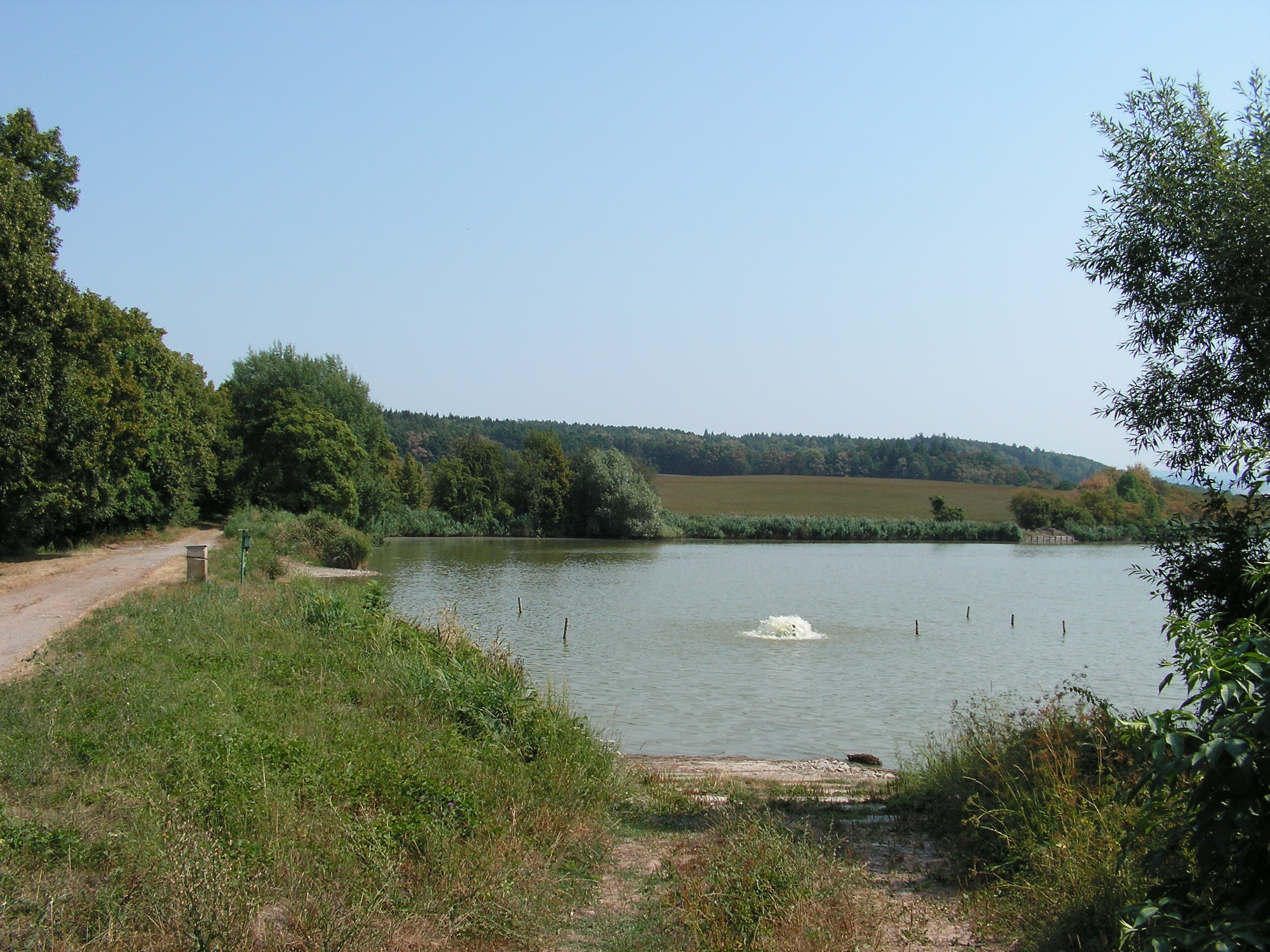
Semechnický rybník
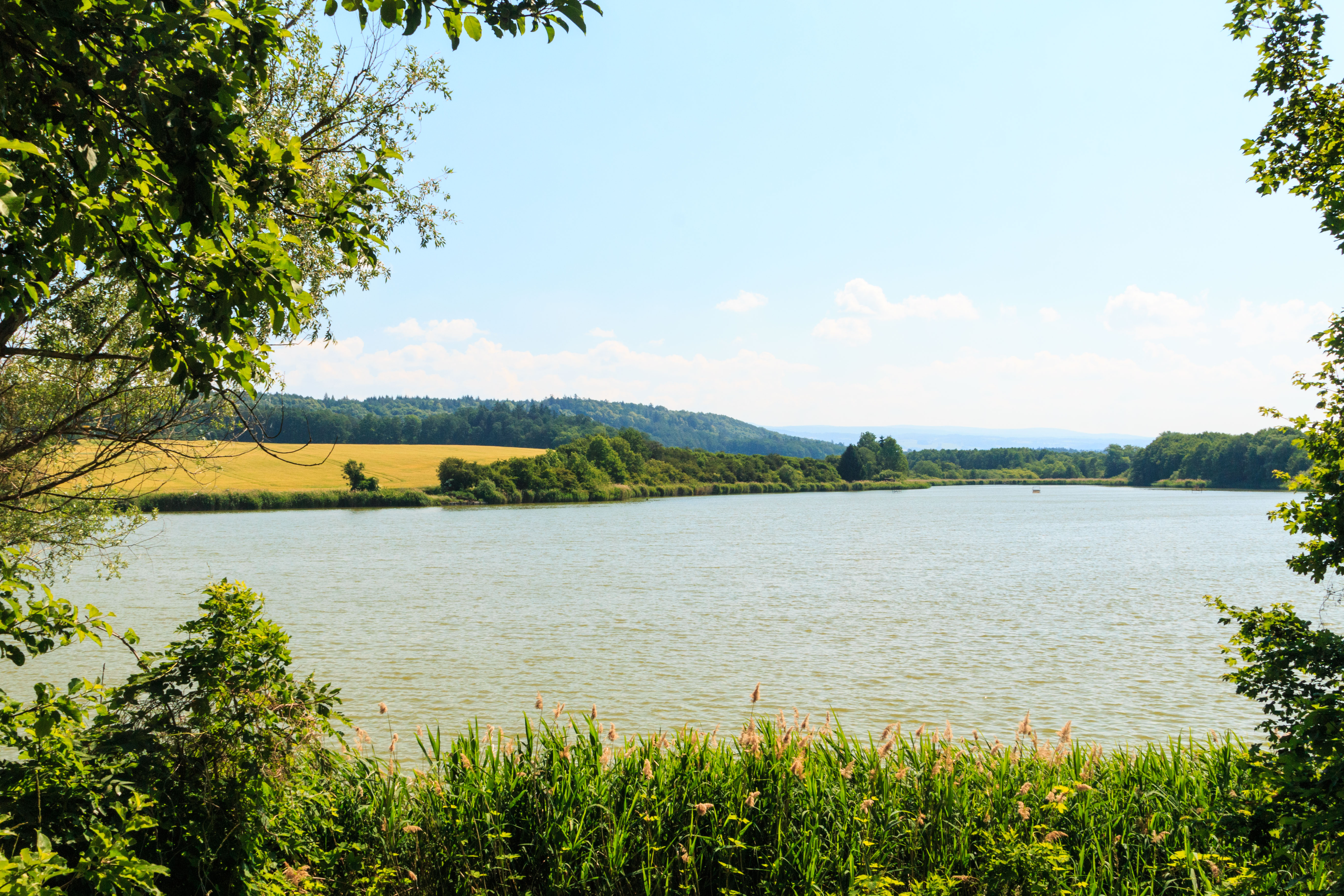
Semechnický rybník
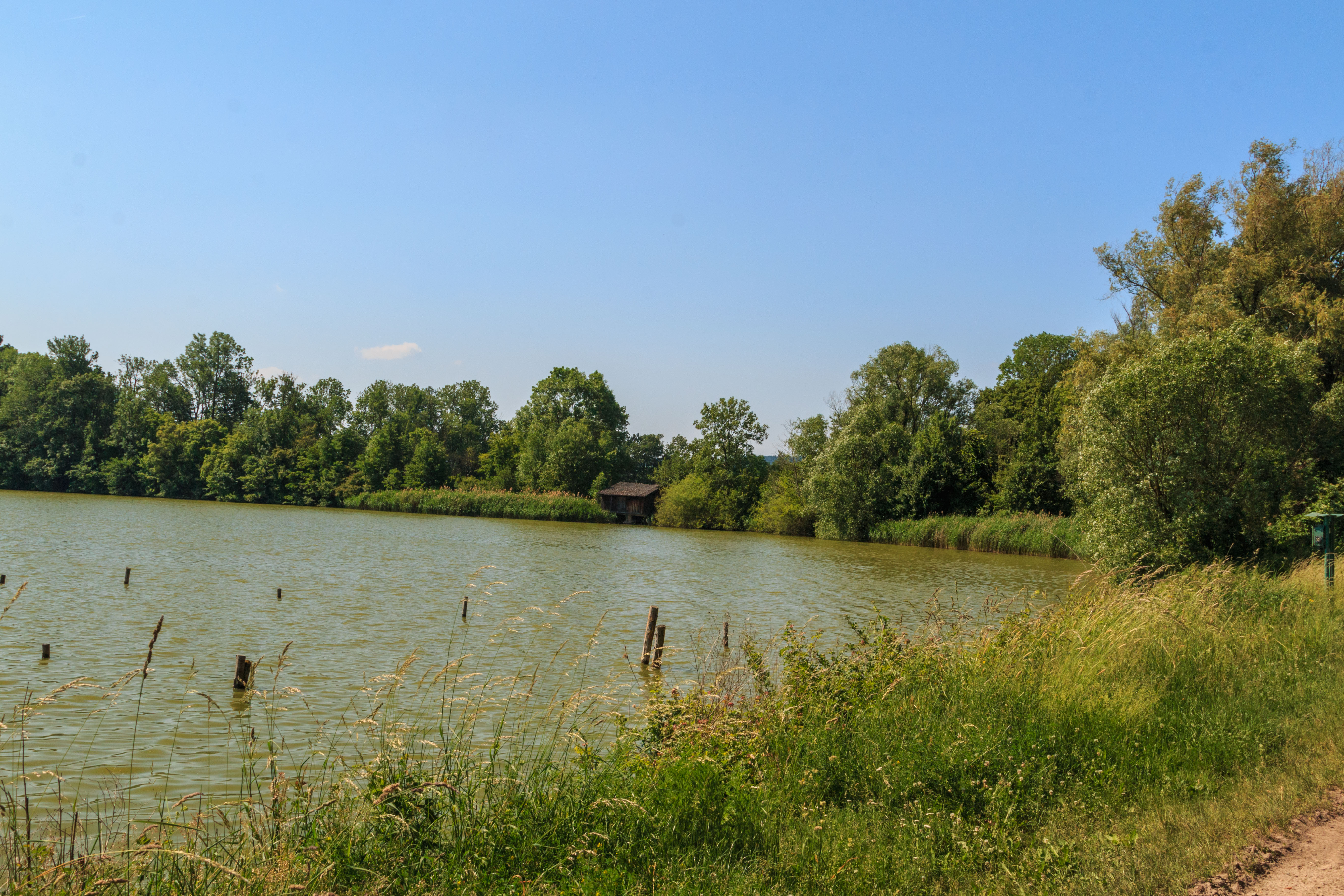
Semechnický rybník
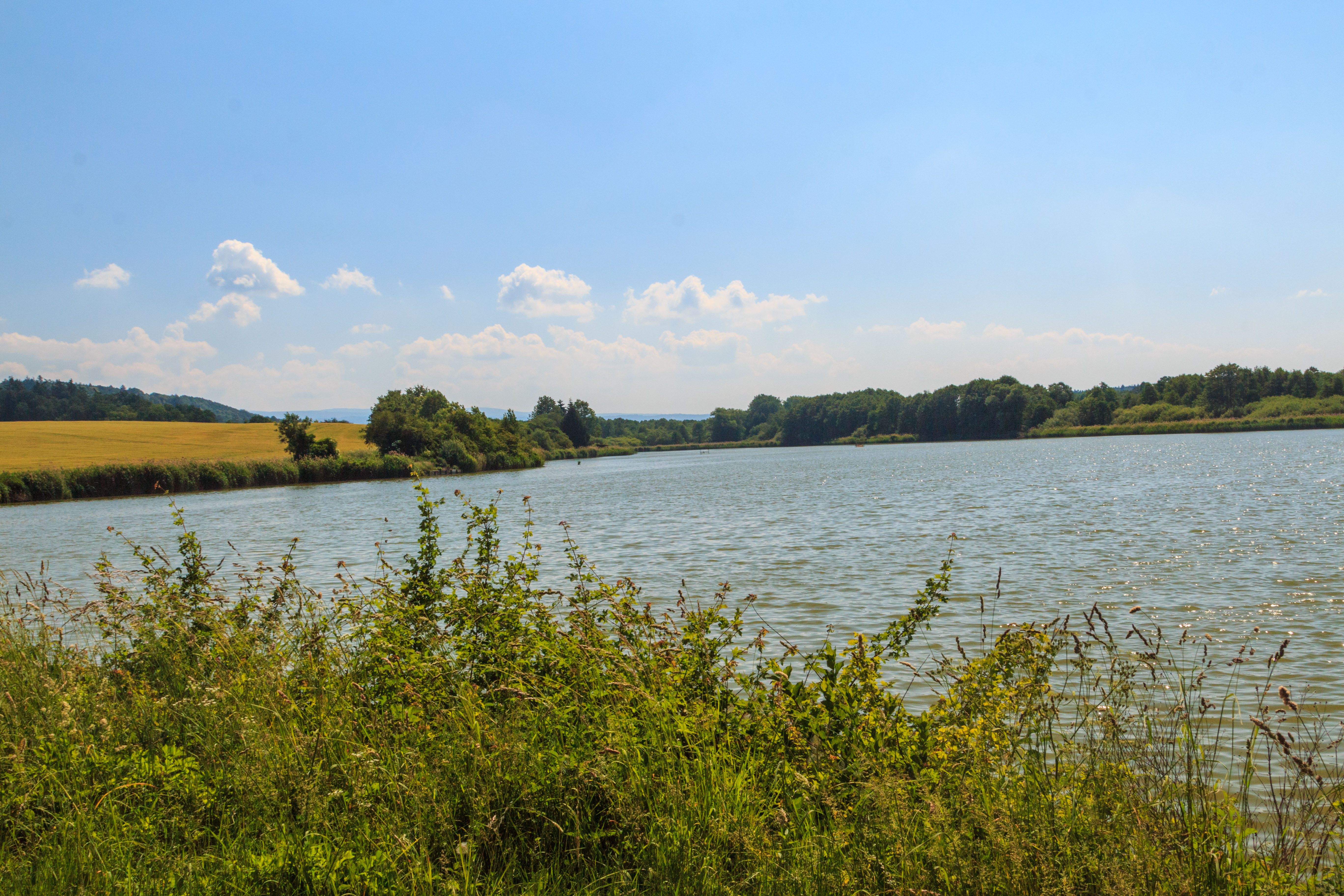
Semechnický rybník